# Hennediella microphylla
Hennediella microphylla là một loài Rêu trong họ Pottiaceae. Loài này được (R. Br. bis) Paris mô tả khoa học đầu tiên năm 1896.